# Bösingen (Bade-Wurtemberg)
Pour les articles homonymes, voir Bösingen.
Bösingen est une commune de Bade-Wurtemberg (Allemagne), située dans l'arrondissement de Rottweil, dans le district de Fribourg-en-Brisgau.